# Svetovni dan človekovih pravic
Svetovni dan človekovih pravic obeležujemo 10. decembra. Na ta dan leta 1948 je bila v Parizu sprejeta splošna deklaracija človekovih pravic. Omenjena deklaracija predstavlja skupen ideal vseh ljudstev in narodov z namenom, da bi vsi organi družbe in posamezniki razvijali spoštovanje teh pravic in svoboščin ter zagotovili njihovo splošno priznanje in spoštovanje.
Priznanje prirojenega človeškega dostojanstva vseh članov človeške družbe in njihovih enakih in neodtujljivih pravic pomeni priznanje temelja svobode, pravičnosti in miru na svetu. Zanikanje in teptanje človekovih pravic sta pripeljala do barbarskih dejanj, žaljivih za človeško vest, in ker je bila stvaritev sveta, v katerem bi imeli vsi ljudje svobodo govora in verovanja in v katerem ne bi živeli v strahu in pomanjkanju naj bi bila spoznana za najvišje prizadevanje človeštva. Nujno je, da se človekove pravice zavarujejo z močjo prava, da človek ne bi bil prisiljen zatekati se v skrajni sili k uporu zoper tiranijo in nasilje. Nujno je treba pospeševati razvoj prijateljskih odnosov med narodi. Ljudstva Združenih narodov so ponovno potrdila svojo vero v temeljne človekove pravice in dostojanstvo ter vrednost človekove osebnosti, v enakopravnost moških in žensk ter se odločila, da bodo podpirala družbeni napredek in ustvarjanje boljših življenjskih pogojev v večji svobodi. Vse države članice so se zavezale, da bodo, v sodelovanju z Združenimi narodi pospeševale splošno in resnično spoštovanje človekovih pravic ter temeljnih svoboščin. Skupno razumevanje teh pravic in svoboščin je največjega pomena za popolno uresničitev te zaveze.